# Gigantactis longicauda
Gigantactis longicauda är en fiskart som beskrevs av Erik Bertelsen och Pietsch 2002. Gigantactis longicauda ingår i släktet Gigantactis och familjen Gigantactinidae. Inga underarter finns listade i Catalogue of Life.